# Зорица Миладиновић
Зорица Миладиновић је новинарка, дописница листа Данас из Ниша. Радила је за листове Борба и Наша Борба, као и за Deutsche Welle и агенцију France-Presse. Извештавала је за бројне домаће и стране медије не само из Ниша, већ и из области које су биле захваћене ратом или етничким сукобима током 90их. Последњих година упоредо са новинарством бави се владавином права, борбом против корупције, мониторингом трошења локалних буџетских средстава и медијским конкурсима, у сарадњи са бројним организацијама из земље и иностранства. Награђена је за извештавање о пандемији корона вируса.

## Награде
Добитница је годишње награде ”Лаза Костић” за вест за 2020. годину, коју додељује Удружење новинара Србије (УНС). У предлогу за награду групе новинара из Ниша и Осла оцењено је да је Зорица Миладиновић ”изузетно професионално, свеобухватно, приљежно и са потребном дозом критике извештавала о епидемији коронавируса”.